# Сибір (Люблінське воєводство)
Сибір (пол. Sybir) — частина села Пасіки у Польщі, в Люблінському воєводстві Томашівського повіту, ґміни Томашів.

## Історія
Первісним населенням Сибіру були русини, які компактно проживали на своїх історичних землях. 